# استفان بارت (دوچرخه‌سوار)
استفان بارت (فرانسوی: Stéphane Barthe‎؛ زادهٔ ۵ دسامبر ۱۹۷۲) دوچرخه‌سوار اهل فرانسه است.